# Mokasyn miedziogłowiec
Mokasyn miedziogłowiec (Agkistrodon contortrix) – gatunek jadowitego węża z podrodziny grzechotników (Crotalinae) w obrębie rodziny żmijowatych (Viperidae).

## Systematyka
Dawniej wyróżniano 5 podgatunków Agkistrodon contortrix:
- Agkistrodon contortrix contortrix (Linnaeus, 1766)
- Agkistrodon contortrix laticinctus (Gloyd & Conant, 1934)
- Agkistrodon contortrix mokasen (Palisot de Beauvois, 1799)
- Agkistrodon contortrix phaeogaster (Gloyd, 1969)
- Agkistrodon contortrix pictigaster (Gloyd & Conant, 1943)

W 2015 roku Burbrink i Guiher zsynonimizowali podgatunki contortrix, mokasen i phaeogaster, oraz zsynonimizowali ze sobą taksony laticinctus i pictigaster, wydzielając je jako odrębny gatunek Agkistrodon laticinctus. Od tamtej pory Agkistrodon contortrix uznawany jest za gatunek monotypowy.

## Występowanie
Występuje we wschodniej połowie Stanów Zjednoczonych.
Wąż ten zamieszkuje różne tereny. Można go spotkać na terenach podmokłych, wzdłuż rzek. Zasiedlają także lasy liściaste, łąki, pola uprawne. Występują również na terenach kamienistych i górskich wraz z innymi gatunkami grzechotników.

## Charakterystyka

### Wygląd
Jest dość dużym wężem osiągającym długość do 1 metra. Grzbiet ma w kolorze żółtawobrązowym lub czerwonawym z poprzecznymi czerwonobrunatnymi pręgami zwężającymi się na środku grzbietu. Grzbiet głowy barwy czerwono-miedzianej. Jak wszystkie mokasyny nie posiada grzechotki.

### Styl życia
Pożywieniem dla tych węży są drobne gryzonie, owady i ich gąsienice. Są jajożyworodne. Samica rodzi pod koniec lata 5–6 młodych. Samice mogą rozmnażać się partenogenetycznie; występuje u nich partenogeneza fakultatywna. Prowadzi nocny tryb życia. 
Na wolności dożywa nawet do 18 lat, a w niewoli najstarszy osobnik osiągnął 29 lat.